# Bojkot, dezinvesticije in sankcije
Bojkot, dezinvesticije in sankcije (angleško Boycott, Divestment and Sanctions, kratica BDS) je nenasilno gibanje pod palestinskim vodstvom, ki spodbuja bojkot, dezinvesticije in gospodarske sankcije zoper Izrael. Njegov cilj je pritiskati na Izrael, da izpolni obveznosti, ki jih gibanje BDS opredeljuje kot obveznosti Izraela po mednarodnem pravu, kot so umik z zasedenih ozemelj, odstranitev ločitvene pregrade na Zahodnem bregu, popolna enakost arabsko-palestinskih državljanov Izraela ter »spoštovanje, zaščita in spodbujanje pravic palestinskih beguncev, da se vrnejo na svoje domove in v svojo lastnino«. Gibanje organizira in usklajuje Palestinski nacionalni odbor BDS.
BDS se zgleduje po gibanju proti apartheidu. Podporniki BDS ga vidijo kot gibanje za človekove pravice in primerjajo stisko Palestincev s stisko temnopoltih Južnoafričanov v času apartheida. Protesti in konference v podporo gibanju so potekali v več državah. Njegova maskota, ki je v logotipu, je Handala, simbol palestinske identitete in »pravice do vrnitve«.
Nekateri kritiki gibanju BDS očitajo antisemitizem, kar pa gibanje zanika in ga označuje za poskus izenačenja antisemitizma in antisionizma. Izraelski lobi v Združenih državah Amerike je nasprotovanje gibanju BDS uvrstil med svoje najpomembnejše prednostne naloge. Od leta 2015 je izraelska vlada porabila več milijonov dolarjev za promocijo stališča, da je BDS antisemitsko, in za pravno prepoved BDS v tujih državah. Več držav in večina ameriških zveznih držav je sprejela zakone proti BDS.